# Mercado del arte

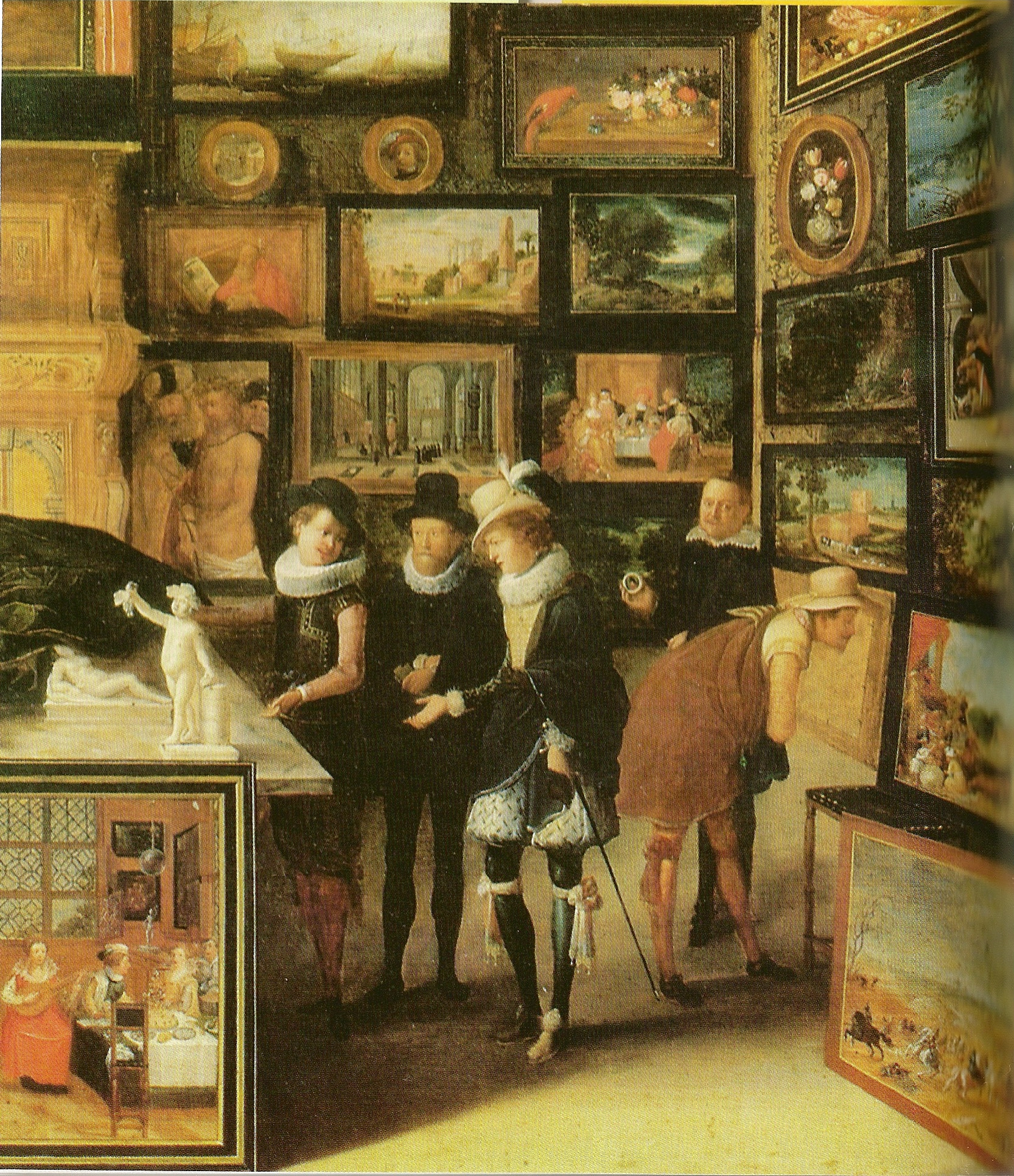
La galería de arte de Jan Snellinck en Amberes, por Hieroniymus II Francken, 1621.

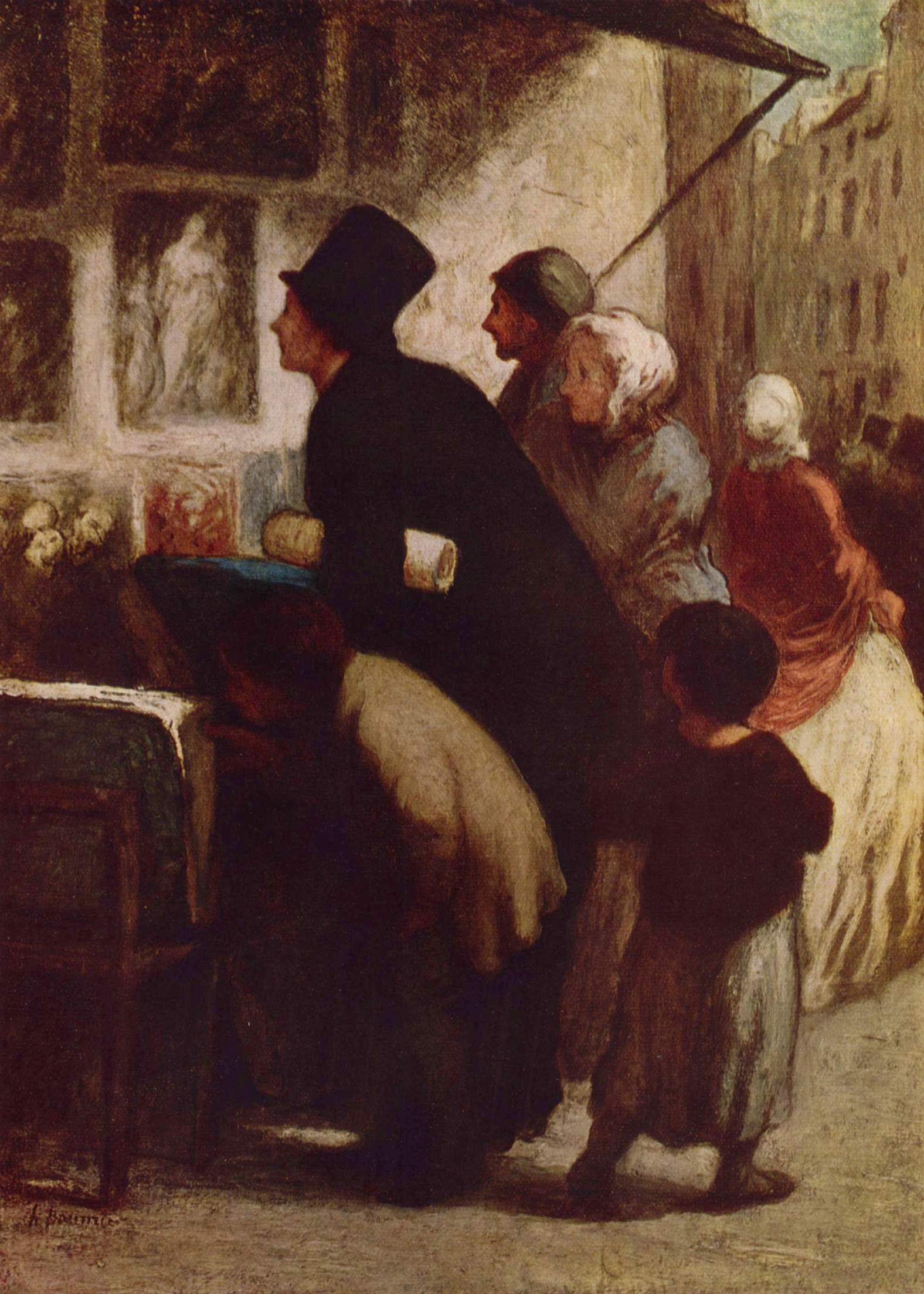
Le marché de l'art, Honoré Daumier.

El llamado mercado del arte es un concepto económico y artístico que designa al conjunto de agentes individuales e instituciones que se dedican a la explotación comercial del arte y que, como mercado, fija precios a los productos artísticos u obras de arte.
Las subastas de arte, realizadas habitualmente por casas especializadas (Sotheby's, Christie's), fijan los precios por libre juego de oferta y demanda.
Las galerías de arte y los marchantes, y periódicamente las ferias de arte (como la feria ARCO), ponen en relación al artista con el público comprador, tanto privado (aficionados, diletantes, coleccionistas, etc.) como institucional (museos, instituciones políticas de nivel local —ayuntamientos—, regional —comunidades autónomas en España— o nacional —gobiernos, parlamentos—, otras instituciones estatales e instituciones privadas —empresas y fundaciones).
El mecenazgo o patrocinio es otra forma de intervenir económicamente en la producción artística.

## Historia del mercado del arte
En época romana se consolida un mercado de compra-venta de piezas artísticas, entre ellas las subastas públicas de venta de botines y rapiñas fruto del expansionismo militar romano. Con ello las clases pudientes romanas obtuvieron una nueva forma de adquirir objetos artísticos.
La realización de encargos directos a un artista por parte de un cliente (comitente en la terminología tradicional) era la forma habitual de transacción comercial dentro de la organización profesional de los artistas como un gremio más dentro de las artesanías (oficios viles y mecánicos).
Las transacciones comerciales con las obras de arte llegaron a convertirse en la base de un oficio muy lucrativo en la Baja Edad Media, impulsando incluso preferencias por determinados tamaños o materiales (tablas, tapices, esculturas exentas y, especialmente, la técnica más manejable y exitosa, la pintura al óleo sobre lienzo, y la más propicia para la difusión, el grabado), puesto que el arte mobiliar es el que más propiamente puede ser objeto de traslados, incluso a grandes distancias.
El aumento del prestigio social del artista sobrevino a partir del Renacimiento italiano, cuando los más afamados de entre ellos se llegaron a considerar humanistas al nivel de los poetas y filósofos, codeándose con príncipes y papas. Los pintores de corte llegaron a gozar de la confianza de los reyes, por lo que se les encargaron actividades diplomáticas o recibieron títulos nobiliarios (Jan van Eyck, Rubens, Velázquez), además de tener un papel especial en la compra de objetos de arte, especialmente en sus viajes al extranjero.
La revalorización renacentista del arte antiguo y la mitificación de sus productos como reliquias hicieron nacer el interés por la arqueología y el coleccionismo de antigüedades y produjeron la aparición de los anticuarios. Como forma de exhibir su riqueza y gusto artístico, los aristócratas competían por la exuberancia de sus gabinetes (studiolo, cabinet, closet, gabinetes de curiosidades), donde exhibían sus recientes adquisiciones de arte, no para una contemplación piadosa (el uso habitual de la tradicional pintura de oratorio) sino para el disfrute sensorial e intelectual, conjuntamente con antigüedades y curiosidades científicas o con los libros de sus bibliotecas. Incluso se definieron las convenciones de un género pictórico denominado pintura de gabinete. Más adelante, la costumbre del Grand Tour incitó a los jóvenes de clase alta a completar su formación con un viaje cultural, en el que la compra de objetos de arte formaba parte esencial. Las vedutas venecianas cumplían la función de souvenir o recuerdo de tales viajes.
Venecia, Florencia, Roma y otras ciudades italianas, especialmente las destacadas por disponer de una escuela de pintura característica, tuvieron mercados artísticos muy activos desde el siglo XV. Fuera de Italia también se desarrollaron importantes núcleos, algunos comercialmente más dinámicos incluso, en las ciudades flamencas y en las del Rin. Para evitar fraudes y conseguir un control fiscal, se fijaron lugares determinados para conformar un mercado organizado y se prohibió la venta en otros, aunque con poco éxito. Amberes lo tuvo en el patio de la iglesia de Nuestra Señora a partir de 1481. Los comerciantes pagaban en función de la extensión del puesto que ocupaban. También había subastas públicas en el mercado del viernes celebrado a orillas del Escalda (vrijdagsmarkt) desde 1547. En 1540, cuando la ciudad tenía 60000 habitantes, había 300 maestros pintores y grabadores en Amberes (el doble del número de panaderos y cuatro veces más que los carniceros). En 1565 se fundó, bajo la dirección de Bartholomäus de Momper (1535–1597, no confundir con Joos de Momper), una sala permanente de ventas en la galería superior del nuevo edificio de la Bolsa de Amberes. El saqueo de Amberes de 1576 provocó el declive económico de la ciudad, de modo que para 1595 la galería solo tenía ocho puestos. En el siglo XVII, el centro comercial del arte pasó a ser Ámsterdam, pero en Amberes continuaron existiendo prestigiosos marchantes, como Jan Snellinck, con clientes distinguidos de toda Europa.

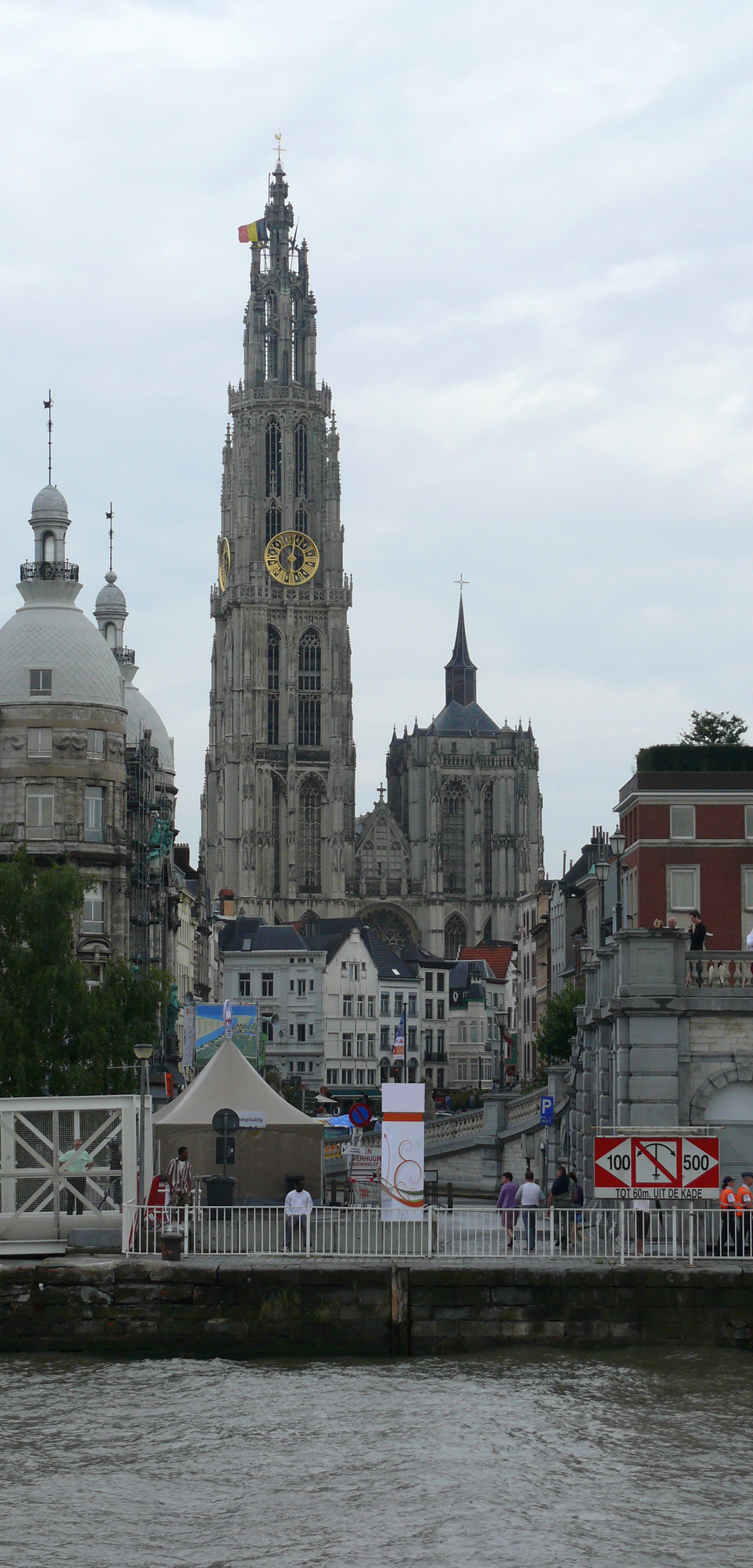
Catedral de Amberes, desde el Escalda.
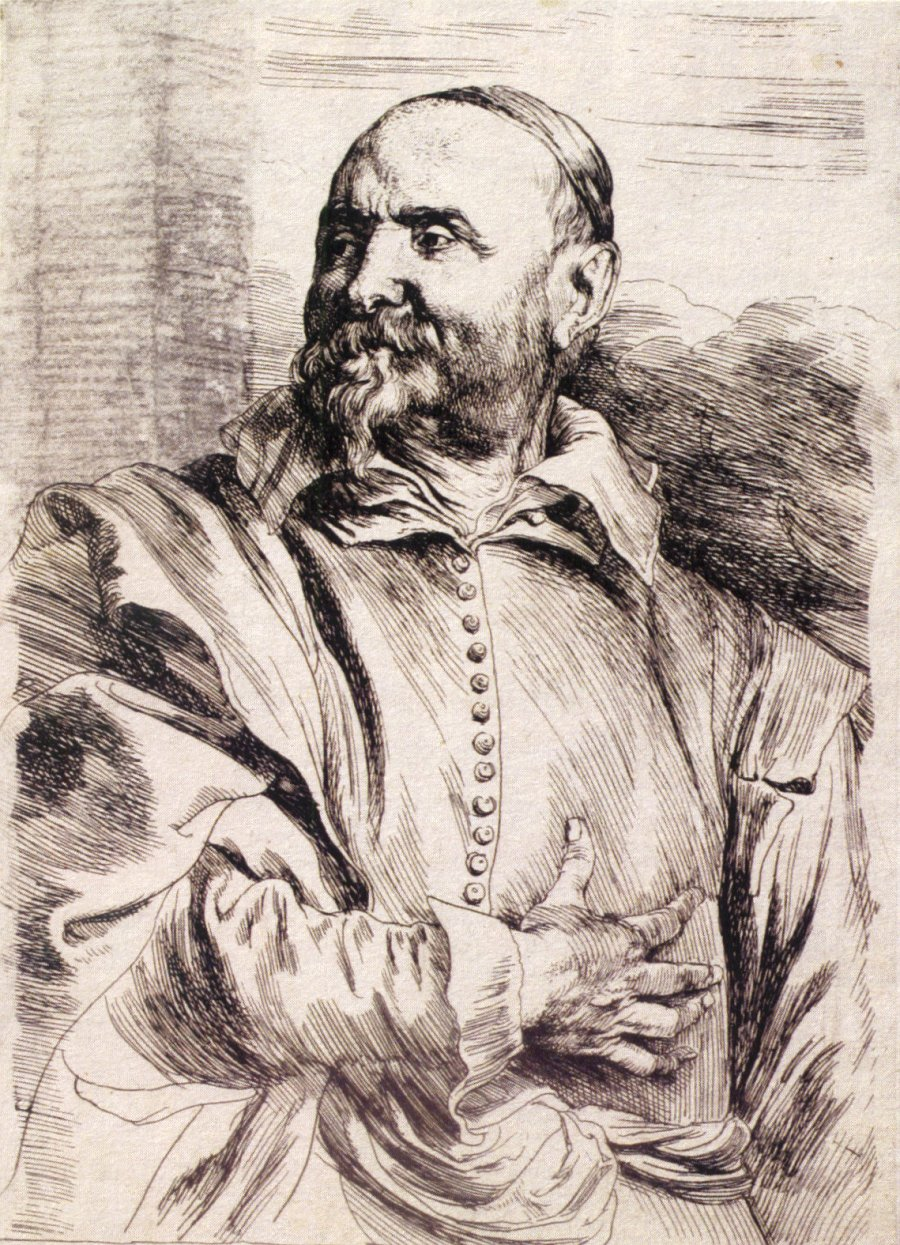
Snellinck, por Anton van Dyck.
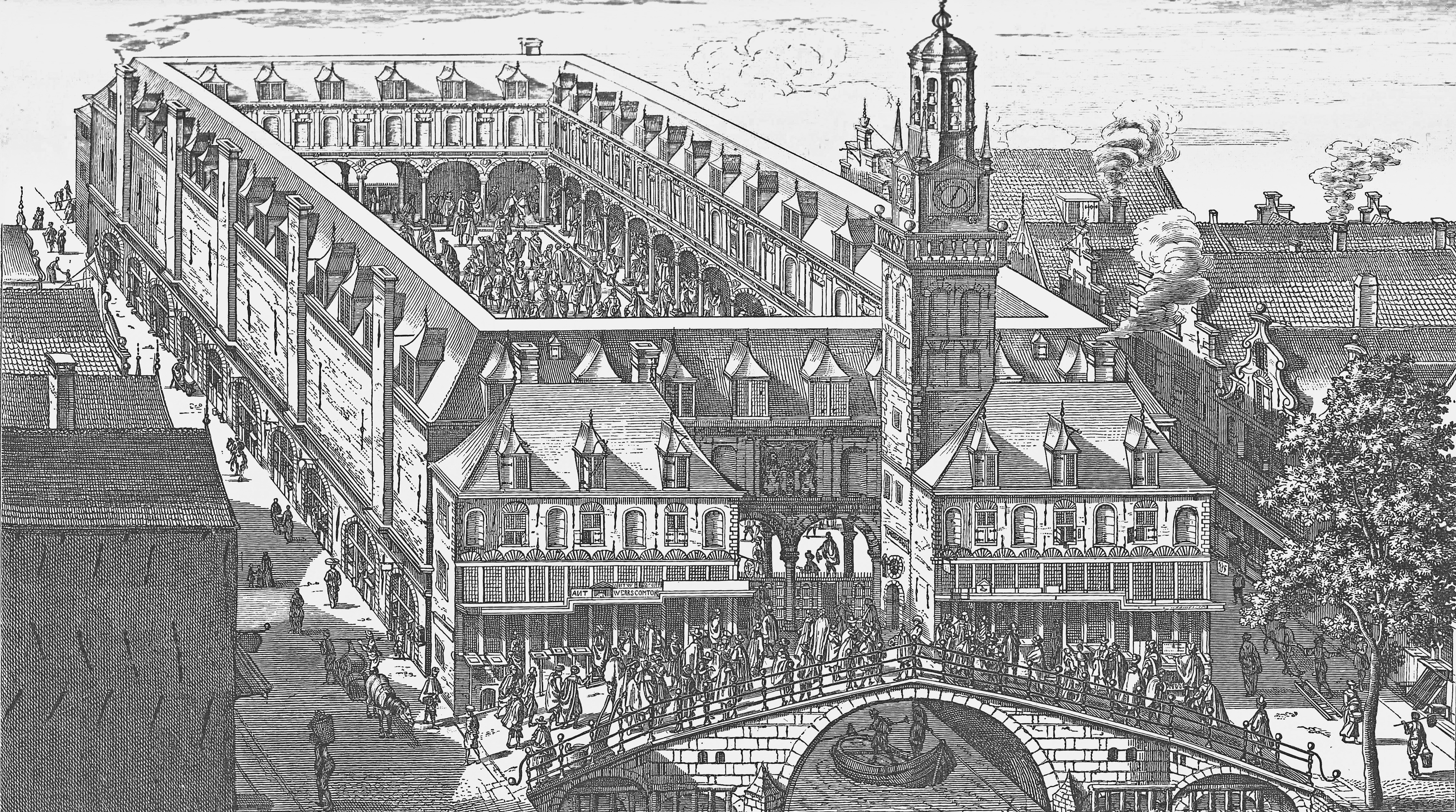
Bolsa de Ámsterdam.

La ampliación de la base del mercado del arte en zonas como Holanda (el mismo entorno socioeconómico donde se desarrolló el capitalismo comercial —Bolsa de Ámsterdam— y la primera revolución burguesa triunfante —Guerra de los Ochenta Años) permitió a algunos artistas desarrollar nuevas formas de relación con sus clientes anónimos desde el siglo XVII. Con el tiempo esto no solamente significó que los artistas se plegaran a los géneros y convenciones que el público demandaba (como las escenas de género flamencas producidas desde el siglo XVI y las conversation pieces inglesas de comienzos del XVIII), sino que también permitió desarrollar la expresión de los artistas más destacados según criterios completamente personales (por ejemplo, Los caprichos, serie de grabados de Goya, producida a finales del siglo XVIII).
Los salones parisinos del siglo XIX, tanto oficiales como aquellos de los rechazados, popularizaron la práctica de exponer el trabajo de los artistas al público y someterlo a la crítica de arte publicada en periódicos y revistas, así como a la valoración popular, todo ello según muy variados criterios. La actividad de los artistas, cada vez menos sujeta a controles académicos, le permitía a algunos llevar una vida acomodada, mientras que otros malvivían como artistas bohemios o malditos (por ejemplo, Van Gogh).
En este entorno inseguro, en el que el «valor» artístico y económico de una obra no podía garantizarse en relación a su evolución en los siguientes años o en vista a la posteridad, se desarrolló una nueva figura empresarial: la del marchante, que «apuesta» por un joven artista al que apoya y del que se beneficia. Ese fue el papel de Ambroise Vollard con varios artistas (el más exitoso de los cuales fue Picasso) y también el rol que desempeñaron Daniel-Henry Kahnweiler, Lord Duveen y la familia Wildenstein (Nathan Wildenstein, Georges Wildenstein y Daniel Wildenstein).
Simultáneamente se renovó el mercado de arte antiguo (entendido como arte anterior al arte moderno) con el establecimiento de criterios históricos y profesionales de atribución y certificaciones de autenticidad, campo en el que destacó Bernard Berenson.

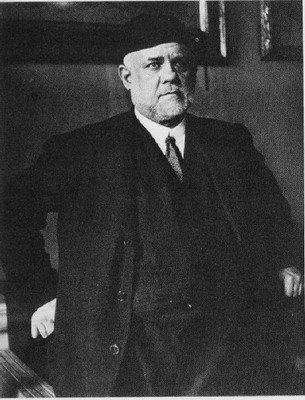
Ambroise Vollard.
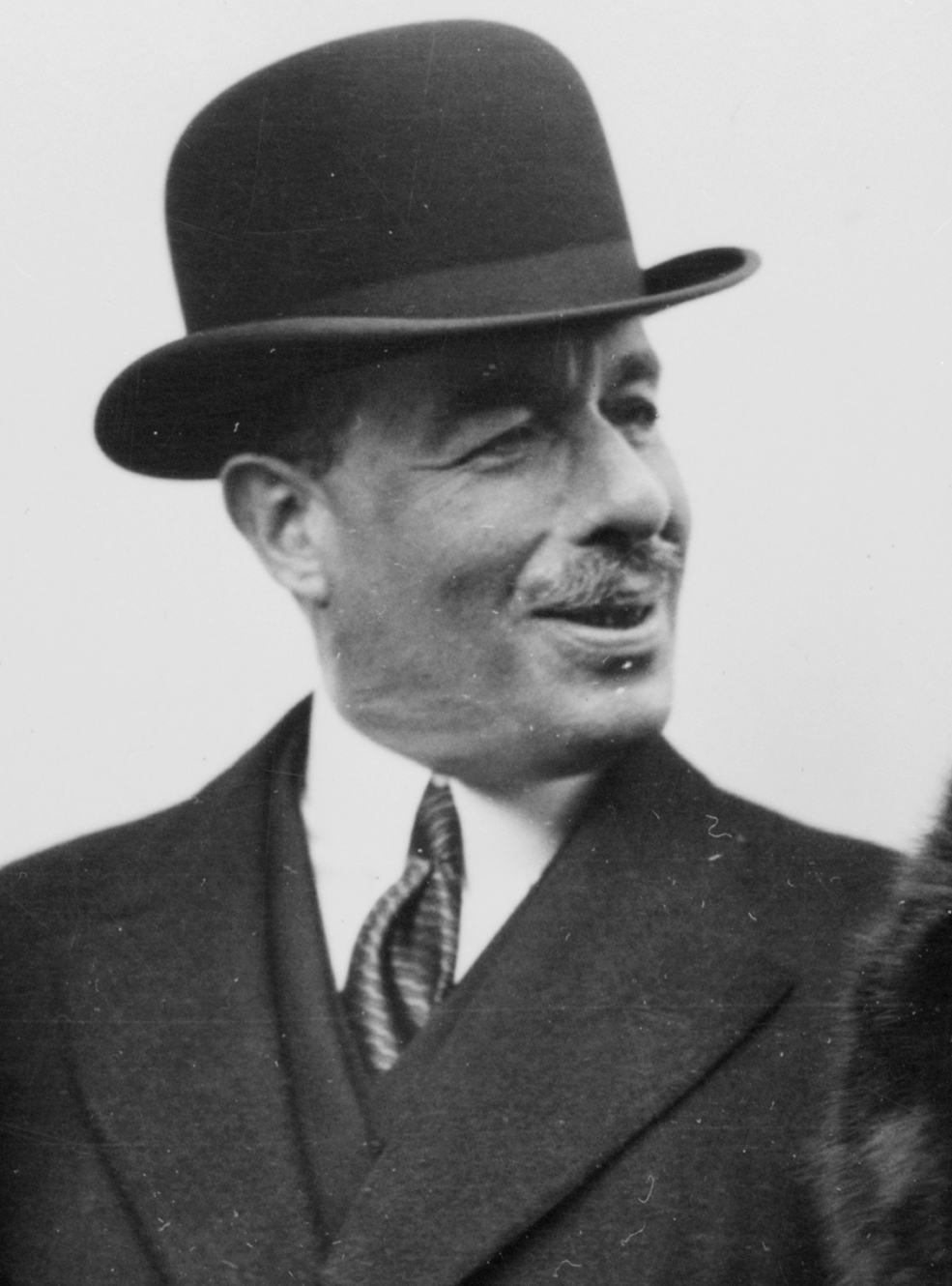
Joseph Duveen, primer barón Duveen.